# Dying of Thirst (film 1907)
Dying of Thirst è un cortometraggio muto del 1907 diretto da Lewin Fitzhamon.

## Trama
Alcuni marinai salvano un naufrago moribondo alla deriva su un relitto insieme al suo cane.

## Produzione
Il film fu prodotto dalla Hepworth.

## Distribuzione
Distribuito dalla Hepworth, il film - un cortometraggio di 53,3 metri - uscì nelle sale cinematografiche britanniche nel novembre 1907.
Si conoscono pochi dati del film che, prodotto dalla Hepworth, fu distrutto nel 1924 dallo stesso produttore, Cecil M. Hepworth. Fallito, in gravissime difficoltà finanziarie, il produttore pensò in questo modo di poter almeno recuperare il nitrato d'argento della pellicola.